# Enflurano
L'enflurano (C3H2CIF5O) è un anestetico usato comunemente durante gli anni settanta e gli anni ottanta.
L'enflurano è un isomero dell'isoflurano, viene somministrato tramite un vaporizzatore ed è liquido a temperatura ambiente.
Gli effetti collaterali riguardano una depressione della contrattilità muscolare in proporzione alla dose, con una diminuzione del consumo miocardico di ossigeno.
L'enflurano venne sviluppato da Ross Teller nel 1963, per poi essere introdotto nella pratica medica durante il 1966. Negli ultimi anni è stato soppiantato dal sevoflurano e dal desflurano

## Effetti collaterali
L'enflurano produce una depressione dose-dipendente della contrattilità e una riduzione del consumo di ossigeno a livello del miocardio. Il 2-5% della dose inalata viene ossidata nel fegato, producendo ioni fluoruro e acido difluorometossi-difluoroacetico. Viene metabolizzato in maniera maggiore rispetto al suo isomero isoflurano.
L'enflurano abbassa la soglia per le convulsioni, per questo non dovrebbe essere usato su persone affette da epilessia.
Come tutti gli agenti anestetici per inalazione, è un fattore scatenante l'ipertermia maligna. Rilassa l'utero nelle donne in gravidanza, causando una maggiore perdita di sangue al momento del parto o durante altre procedure correlate.
In seguito alla metabolizzazione dell'enflurano viene liberato del fluoro, che è nefrotossico, anche se i suoi livelli plasmatici non sono tali da provocare insufficienza renale.

## Farmacologia
L'esatto meccanismo d'azione degli anestetici generali non è ancora conosciuto. L'enflurano agisce come un modulatore allosterico positivo del recettore GABAA, del recettore della glicina e dei recettori 5-HT3; e come un modulatore allosterico negativo dei recettori AMPA, recettore del kainato, del recettore NMDA, e dei recettori nicotinici dell'acetilcolina.